# メインストリート (お笑いコンビ)
メインストリートは、かつてSMA NEET Projectで活動していたお笑いコンビ。2001年9月結成。2014年9月6日解散。当初はキーストンプロに所属していた。

## メンバー
- 田中さん（1974年9月4日 - 、本名: 田中 要一郎）

ボケ担当。東京NSC2期生。
和歌山県生まれ。早稲田大学卒業。
身長184cm、体重76kg。
血液型はO型。
趣味は占いと落語鑑賞、特技は占い。
解散後も事務所に残り、ピン芸人「田中要一郎」として活動中。
- 浜田ツトム（1974年3月14日 - 、本名: 浜田 勉）

ツッコミ担当。以前はサンドウィッチマンのメンバーとして活動していた。
徳島県生まれ。
身長170cm、体重56kg。
血液型はB型。
趣味は音楽ライブ鑑賞、特技はものまね。
解散後は2015年にゆめかと共に「花火」を結成。しかし、ゆめかの事情により花火を解散し、その後は「つーさん!」の芸名で芸人として活動した後、翌年に元りあるキッズの安田善紀と共に「閃光少女」を結成した。2017年4月30日の「漫才ヒーローズ」において「閃光少女」を解散。同年5月、元ぴーかぶーの天野舞（現・根菜キャバレー）とのコンビ「ヒルトヨル」を結成したが2018年10月末に解散。2019年4月1日、ちぇく田と共に「きのこのサラダ」を結成。2020年11月14日、自身のツイッターアカウントにて解散が発表された。2021年3月1日、仁田和伸と共に「ととや」を結成。2022年4月1日、PONと共に「毎日エゴイスト」を結成。2023年3月1日、杉村・鈴木入道と共に「ハイパーラッシュ」を結成。2023年7月15日、舞・れなちると共に「18ポロロッカ」を結成。18ポロロッカは現在活動しておらず浜田はハイパーラッシュで活動している。TWIN PLANET所属。
田中さんによればサンドウィッチマンが優勝したM-1を見ている時、号泣していたという。理由は不明。田中さん曰く「一緒にやってた仲間が優勝して嬉しかったのか、先を越されたと思って悔しかったのか……わからないんだけどね。」とのこと。

## 芸風
- 主に漫才、割とソフトで田中さんの笑顔が印象。当て振りネタが多く、田中が浜田を河童といじるボケがある。

## 主な出演番組

### テレビ
- 爆笑オンエアバトル（NHK総合テレビ）戦績3勝9敗 最高525KB
  - 2004年6月5日放送回にて初オンエア、同年10月2日放送回にも勝利し初の連勝を経験するも、同年12月11日放送回以降は負けが続いてしまい最終的には2008年6月19日放送回まで8連敗を記録。これは番組内でもワースト4位の記録[9]である。[10]2009年1月15日にて約4年振りにオンエアを果たし、自身初のオーバー500を記録するも、結局これが最後のオンエア及び挑戦回となってしまった。
- インパクト!（フジテレビ）
- 草野☆キッド（テレビ朝日）（田中のみ）
- ものまねバトル☆CLUB（日本テレビ）（浜田のみ）

### ラジオ
- Beauty Friday 綺麗deナイト（エフエム栃木、2010年4月～12月、田中のみ）